# 張泰徵
張泰徵（1554年—？），字懋同，號華岑，山西平陽府蒲州人，軍籍，明朝政治人物。

## 生平
萬曆四年（1576年）丙子科山西鄉試第三名，萬曆八年（1580年）庚辰科會試第四十五名，登二甲第四名進士。户部觀政，本年授礼部主事，十一年升员外郎，养病。十五年丁憂歸，十七年复除礼部，历官礼部郎中，十九年丁憂歸。
万历二十一年复除原官，二十二年（1594年）三月升河南左参议、分守怀庆，二十四年三月升陕西副使，二十七年六月升陕西左参政，三十一年十一月升为本省按察使兼右参议、管理商雒道。三十二年考察调簡。四十一年（1613年）补湖广岳州道参政，四十四年考察。

## 家族
曾祖張誼，曾任累贈光祿大夫少保兼太子太保禮部尚書武英殿大學士；祖父張允齡，曾任累封光祿大夫少保兼太子太保禮部尚書武英殿大學士；父張四維，曾任光祿大夫少保兼太子太保禮部尚書武英殿大學士。母王氏（累封一品夫人）。重庆下。